# Nazionale maschile under 21 di baseball della Lituania
La nazionale maschile under 21 di baseball lituana rappresenta la Lituania nelle competizioni internazionali di età non superiore ai ventuno anni.

## Piazzamenti

### Europei
- 2016 :  3°